# SC West Cologne
Maillots
Dernière mise à jour : 24 mars 2011.
Le SC West Köln est un club allemand de football, localisé à Cologne en Rhénanie du Nord-Westphalie.

## Repères historiques
- 1900 – fondation du EHRENFELDER SPORTVEREIN RHENANIA 1900.
- 1902 – fondation du KÖLNER SPIELVREIN 02.
- 1906-1907 – fondation de SPORT-und-SPIEL SPORTVEREIN EHRENFELD et du FUSSBALL CLUB BORUSSIA.
- 1908 - SPORT-und-SPIEL SPORTVEREIN EHRENFELD et FUSSBALL CLUB BORUSSIA fusionnèrent pour former KÖLN-EHRENFELDER SPORTVEREIN 06.
- 1911 – EHRENFELDER SPORTVEREIN RHENANIA 1900 fusionna avec KÖLNER SPIELVREIN 02 pour former SPORTVEREIN RHENANIA KÖLN 1900.
- 1911 – fondation de FUSSBALL CLUB PHÖNIX KÖLN.
- 1912 - SPORTVEREIN RHENANIA KÖLN 1900 fusionna avec KÖLN-EHRENFELDER SPORTVEREIN 06 pour former KÖLN-EHRENFELDER SPORTVEREIN RHENANIA.
- 1931 - KÖLN-EHRENFELDER SPORTVEREIN RHENANIA fusionna avec BOXCLUB WESTEN KÖLN pour former SPORTVEREIN RHENANIA KÖLN.
- 1945 – dissolution de tous les clubs par les Alliés.
- 1948 – SPORTVEREIN RHENANIA KÖLN fusionna avec FUSSBALL CLUB PHÖNIX KÖLN pour former SPORT CLUB WEST KÖLN.

## Histoire (football)
Les racines du club remontent à l’année 1900 et la fondation du Ehrenfelder SV Rhenania 1900. Au départ, une équipe d’école, le club devint rapidement un cercle reconnu en Athlétisme et en Gymnastique. Aux côtés de ce club apparurent en 1906 et 1907, le SuS SV Ehrenfeld et le FC Borussia
En 1908, SuS SV Ehrenfeld et FC Borussia fusionnèrent pour former le Köln-Ehrenfelder SV 06.
En 1911, Ehrenfelder SV Rhenania 1900 fusionna avec le Kölner SV02 puis un an plus tard, il engloba le Köln-Ehrenfelder SV 06 pour devenir le Köln-Ehrenfelder SV Rhenania.
En 1931, une nouvelle fusion avec le Boxclub Westen Köln forma le SV Rhenania Köln.
En 1933, le club fut retenu comme fondateur de la Gauliga Mittelrhein, une des seize ligues créées sur ordre des Nazis dès leur arrivée au pouvoir. Le SV Rhenania termina 10e et dernier. Par la suite, il ne remonta plus en Gauliga.
En 1945, le club fut dissous par les Alliés, comme tous les clubs et associations allemands (voir Directive n°23).
En 1948, le SV Rhenania Köln, qui avait été reconstitué fusionna avec le FC Phönix Köln (fondé en 1911) pour former l’actuel SC West Köln 1900/11.
En fin de saison, 1948-1949, le SC West Köln échoua de peu, lors des barrages, à accéder à l’Oberliga West, la plus haute division de l'époque. Battu (3-4, après prolongation) par le SC Preussen Dellbrück, le club fut alors reversé dans une ligue nouvellement créée, la 2. Liga West. Cette division était, dans l’organisation de l’époque, située au 2e niveau de la hiérarchie.
Le club évolua deux saisons en 2. Liga West puis en vue du championnat 1951-1952, le SC West forma une "Spielgemeinschaft" avec le VfL Köln 1899 pour jouer sous le nom de SG Köln 99/SC West. Ce fut un échec, l’association éclata durant le deuxième tour, termina dernière et fut reléguée d’une 2. Liga West qui était ramenée de 2 à 1 série.
En 1954, le SC West Köln échoua à se qualifier pour la nouvelle Verbandsliga Mittelrhein et fut reversé en Landesliga Mittelrhein où il évolua pendant 3 ans.
Après plusieurs saisons en Bezirksliga, le club remonta en Landesliga Mittelrhein en 1962, sous la conduite de l’entraîneur Eberhard Castelli. Le cercle se maintint plus de dix ans dans cette ligue.
À partir de 1974, le SC West "mangea son pain noir" et glissa dans l’anonymat des séries inférieures jusqu’en Kreisklasse. Mais le club ne renonça pas et remonta progressivement dans la hiérarchie. Il atteignit et joua deux saisons (1998 et 1999) en Verbandsliga Mittelrhein, une ligue à ce moment située au 5e étage de la pyramide du football allemand. Il retourna ensuite en Landesliga Mittelrhein.
En 2010-2011, le SC West Köln évolue en Landesliga Mittelrhein (Groupe 1), soit au 7e niveau de la hiérarchie de la DFB. Il tente d’éviter la relégation en Bezirksliga.